# Росохи
Росохи (укр. Росохи) — село в Старосамборской городской общине Самборского района Львовской области Украины.
Население по переписи 2001 года составляло 149 человек. Занимает площадь 0.1164 км². Почтовый индекс — 82072. Телефонный код — 3238.

## Деятельность ОУН-УПА (1943—1950)
Перед приходом советских войск в 1944 году на территории Росох уже действовала разветвленная сеть повстанцев против советского тоталитарного режима - украинских националистов. При всесторонней поддержке местных жителей борьба против советской власти велась ими почти 10 лет. Последние отделы УПА ликвидированы войсками МВД в начале 50-х годов.
Советский режим совершал зверства против мирного населения села.